# Mount Brice, Antarktis
Mount Brice är ett berg i Antarktis. Det ligger i Västantarktis. Argentina, Chile och Storbritannien gör anspråk på området. Toppen på Mount Brice är 1 215 meter över havet.
Terrängen runt Mount Brice är huvudsakligen lite kuperad. Trakten är obefolkad. Det finns inga samhällen i närheten.